# Paranerita peruviana
Paranerita peruviana là một loài bướm đêm thuộc phân họ Arctiinae, họ Erebidae.